# Аккайнар (Меркенський район)
Аккайна́р (каз. Аққайнар) — село у складі Меркенського району Жамбильської області Казахстану. Входить до складу Суратського сільського округу.
У радянські часи село називалося Кірова.
Населення — 397 осіб (2021; 404 у 2009, 299 у 1999, 252 у 1989).